# Huerta Nueva-Puerto de la Torre
Huerta Nueva-Puerto de la Torre es un barrio perteneciente al distrito Puerto de la Torre de la ciudad andaluza de Málaga, España. Según la delimitación oficial del ayuntamiento, limita al norte y al oeste con el barrio de Fuente Alegre; al este, con el barrio de Orozco; y al sur y suroeste, con el barrio de Los Morales.

## Transporte
Ninguna línea de autobús urbano de la EMT alcanza los límites del barrio, si bien, las siguientes paran en las proximidades:
| Línea | Trayecto                               | Recorrido | Frecuencia                              |
| ----- | -------------------------------------- | --------- | --------------------------------------- |
| 21    | Alameda Principal - Puerto de la Torre | Recorrido | 12 minutos                              |
| N4    | Alameda Principal - Puerto de la Torre | Recorrido | 23.30, 1.00 (Alameda) 0.15 (Pto. Torre) |